# Palaeorhiza disrupta
Palaeorhiza disrupta är en biart som beskrevs av Cockerell 1914. Palaeorhiza disrupta ingår i släktet Palaeorhiza och familjen korttungebin. Inga underarter finns listade i Catalogue of Life.